# Piotr Szreniawa
Piotr Szreniawa (Śreniawa, Srzeniawa) herbu Śreniawa – podstoli koronny w latach 1582–1598, podstoli krakowski w latach 1588–1594, wojski sandomierski w latach 1585–1588, starosta brzeźnicki w latach 1585–1598.